# Jena
Jena, in italiano Iena, è una città extracircondariale di 110 502 abitanti della Turingia, in Germania.
Dopo la capitale Erfurt è la seconda città per popolazione del Land.

## Storia
È celebre perché la sua università è stata il punto di incontro dei teorici del primo Romanticismo tedesco (Frühromantik), come i fratelli Wilhelm e Friedrich Schlegel, oltre che Novalis. In più vi hanno insegnato i tre grandi rappresentati dell'idealismo tedesco: Fichte, Schelling e Hegel (anche se quest'ultimo solo come Privatdozent, libero docente, e non come Professor, di ruolo). Hegel ha per di più scritto a Jena una delle sue opere più note e significative: La fenomenologia dello spirito. È stata anche l'università in cui Karl Marx si addottorò nel 1841. L'Università di Jena fu rinominata all'inizio del XX secolo con la denominazione Friedrich-Schiller-Universität, in ricordo del poeta tedesco Schiller, Il quale fu professore a Jena. Nel 2008 l'Università di Jena (FSU) ha celebrato i suoi 450 anni di tradizione accademica. Essa fu fondata nel 1558.
Presso l'università ha sede l'omonimo osservatorio, commissionato intorno al 1820 dal granduca Carlo Augusto di Sassonia-Weimar-Eisenach su suggerimento di Johann Wolfgang von Goethe, supervisore dell'università.
Nel 1806 fu teatro della celebre omonima battaglia che vide l'esercito napoleonico sconfiggere l'esercito prussiano. Per il ruolo assunto durante l'età napoleonica, nel 2004 il comune contribuirà alla fondazione della Federazione Europea delle Città Napoleoniche.
Nel 1846 Carl Zeiss vi fondò la celebre azienda omonima, leader nella progettazione e produzione di prodotti ottici. Jena, che dal 1949 al 1990 fece parte della Repubblica Democratica Tedesca, è un centro industriale, specializzato in macchinari di precisione, farmaceutica, strumenti ottici ed apparecchiature fotografiche.

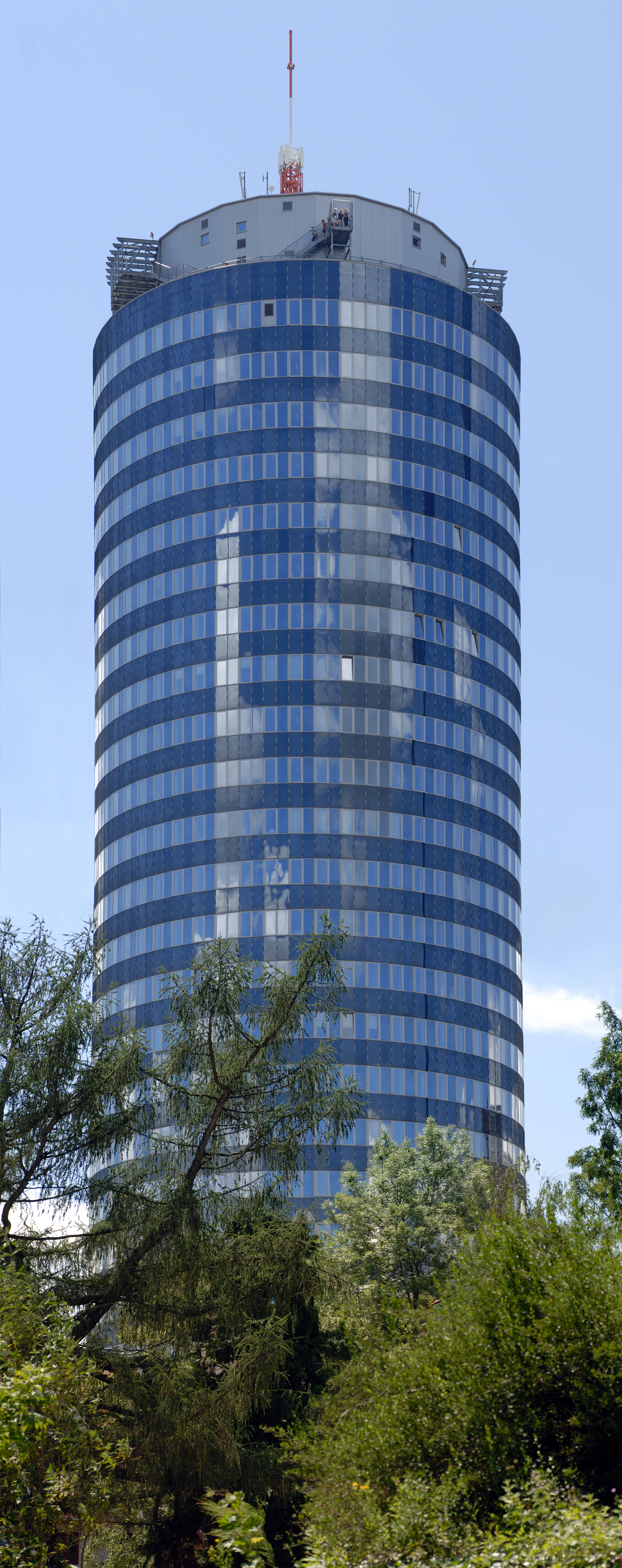
JenTower a Jena.

## Cultura
Fra gli altri, sono da annoverare l'Optische Museum Jena, un museo sulla storia degli strumenti ottici; la chiesa di St. Michael, costruita tra Il 1422 e Il 1557; l'Università.

## Geografia antropica

### Suddivisioni amministrative
Jena si divide in 24 zone (Stadtteil), corrispondenti all'area urbana storica e a 23 quartieri esterni:
- Jena (area urbana storica)
- Ammerbach
- Closewitz
- Cospeda
- Drackendorf
- Göschwitz
- Ilmnitz
- Isserstedt
- Jenaprießnitz/Wogau
- Krippendorf
- Kunitz/Laasan
- Leutra
- Lichtenhain
- Lobeda
- Löbstedt
- Lützeroda
- Maua
- Münchenroda/Remderoda
- Vierzehnheiligen
- Wenigenjena
- Winzerla
- Wöllnitz
- Ziegenhain
- Zwätzen

## Infrastrutture e trasporti
- Stazione di Jena-Göschwitz
- Stazione di Jena Ovest
- Stazione di Jena Paradies
- Stazione di Jena Saale

## Sport
Il Carl Zeiss Jena è la società calcistica cittadina. Attualmente mIlita nel girone Nordost della Fußball-Regionalliga, uno dei cinque campionati regionali della quarta divisione del calcio tedesco.
La squadra di pallacanestro è lo Science City Jena.

## Amministrazione

### Gemellaggi
Jena è gemellata con:
- Lugoj, dal 1983
- Porto, dal 1984
- Erlangen, dal 1987
- Berkeley, dal 1989
- San Marcos, dal 1998
- Aubervilliers, dal 1999
- Grumo, dal 2018[6]

## Università e ricerca
Dopo la riunificazione, Il sistema educativo della città è stato allineato con le nuove politiche nazionali. L'università di Jena, fondata nel 1558, fu infatti allargata ed ampliata. Al giorno d'oggi, vi sono circa 21 000 studenti che frequentano questa università di cui molti provenienti da altri stati. Jena è infatti una meta gradita a studenti del programma Erasmus, per la qualità dei corsi erogati, soprattutto in economia e fisica.
Inoltre, a Jena è presente un altro istituto di scienze applicate, l'Ernst-Abbe-Hochschule, fondato nel 1991, che offre un'educazione combinata tra training scientifico e applicazioni pratiche; vi sono iscritti circa 5 000 studenti.
Al di là del mondo universitario, vi sono presenti 6 scuole superiori (Gymnasiums), di cui cinque gestite dallo stato, e una dalla chiesa Cristiana. Una delle scuole statali è un liceo sportivo (Sportgymnasium), una scuola elitaria per giovani con forti prospettive nell'atletica e nel calcio. Un'altra delle scuole statali (Il Carl-Zeiss-Gymnasium Jena) invece offre un programma più incentrato sulle scienze pure, risultando elitaria anche rispetto a altre scuole superiori.
Inoltre a Jena sono presenti diversi istituti di Ricerca, in particolare:
- il Max Planck Institute per Chemical Ecology
- il Max Planck Institute per la Scienza della storia umana
- il Max Planck Institute per Biogeochimica
- l'Institute of Photonic Technology
- il Fraunhofer Institute per Applied Optics and Precision Engineering (IOF)
- il Leibniz Institute per Age Research
- INNOVENT - istituto di ricerca privato
- il Leibniz Institute per Natural Product Research and Infection Biology
- Friedrich-Löffler-Institute of Bacterial Infections and Zoonoses
- Friedrich-Löffler-Institute of Molecular Pathogenesis
- il Jena Center per bioinformatica
- Università di Jena Friedrich Schiller
- L'osservatorio di Jena